# Coupe d'Algérie de basket-ball 1970-1971
Navigation
Coupe d'Algérie 1969-1970 Coupe d'Algérie 1971-1972
La Coupe d'Algérie 1970-1971 est la 3e édition de la Coupe d'Algérie de basket-ball, compétition à élimination directe mettant aux prises des clubs de basket-ball amateurs et professionnels affiliés à la fédération algérienne de basket-ball.

## Résultats

### finale
| 9 mai 1971 16h00 | [ 1 ] | ASPTT Oran 84, CSS Oran 72 | ASPTT Oran 84, CSS Oran 72 | ASPTT Oran 84, CSS Oran 72 |  | Stade Ferhani, Alger Arbitres : |

- ASPTT Oran Benmessaoud  N, Benmessaoud A, Benmimoun, Grine, Bensafi, Chetitah. ent benmessaoud
- Club Sportive de Sonatrach d'Oran Bilekhdar, Khiat, Daho, Allel.